# شهرستان پوتسک، استان ماسوویان
شهرستان پوتسک (به لاتین: Płock County) یک شهرستان در لهستان است که در استان ماسوویان واقع شده‌است.

## خصوصیات
شهرستان پوتسک ۱٬۷۹۸٫۷۱ کیلومترمربع مساحت و ۱۰۶٬۴۵۵ نفر جمعیت دارد.